# 오드주의 아롱디스망
오드주의 아롱디스망에는 총 3개가 있다.

오드의 아롱디스망과 캉통 지도. 오드 주에 속하는 아롱디스망에는 카르카손 (초록색), 나르본 (붉은색), 리무 (파란색)가 있다.

- 카르카손 아롱디스망 (오드 주의 주도 : 카르카손)은 18개의 캉통과 207개의 코뮌이 속해 있다.
- 리무 아롱디스망 (준주도 : 리무)은 8개의 캉통과 149개의 코뮌이 속해 있다.
- 나르본 아롱디스망 (준주도 : 나르본)은 9개의 캉통과 82개의 코뮌이 속해 있다.

## 역사
- 1790년 : 카르카손, 카스텔노다리, 라그라스, 리무, 나르본, 퀼랑 등 6개 디스트리크와 함께 오드 주가 생성됨
- 1800년 : 기존의 디스트리크를 기반으로 카르카손 (기존의 라그라스 구를 포함), 카스텔노다리, 라무 (기존의 퀼랑 구를 포함), 나르본 등 4개 아롱디스망 생성
- 1926년 : 카스텔노다리 아롱디스망 폐지, 카르카손 아롱디스망과 통합